# (34039) Torsteinvik
2000 OB29 (asteroide 34039) é um asteroide da cintura principal. Possui uma excentricidade de 0.09283130 e uma inclinação de 5.54392º.
Este asteroide foi descoberto no dia 30 de julho de 2000 por LINEAR em Socorro.